# طور السكون

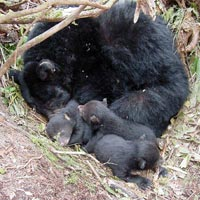
دب أسود أمريكي أثناء بياته الشتوي، وهو أحد صور طور السكون.

طور السكون أو الكُمون أو السبات (بالإنجليزية: Dormancy)‏ هو مرحلة تمر فيها الكائنات الحية ويتوقف خلالها النشاط الأيضي بشكل كامل أو شبه كامل.
يحدث طور السكون على مستوى المورثات بإبطال مفعول بعضها ويؤثر بذلك فترات الإضاءة (طول النهار) وبرودة الشتاء وبعض الهرمونات، ويساعد في فهم الكمون معرفة ميكنة التحكم الوراثي في النمو والتطور ويعتبر سكون البراعم والبذور والأبصال والدرنات والحشرات أشكالاً متشابهة لطور السكون.

## السكون في النبات
يحدث السكون في النبات لأسباب داخلية أو خارجية. من الأسباب الداخلية وجود قشرة سميكة تحيط بالبذرة كما في حالة اللوزيات.

### سكون البراعم في النباتات المعمرة
خلال دورة حياة النبات يتوقف النبات أحيانا عن النمو مؤقتا رغم نشاطه الأيضي الحيوي لكن بمعدلات دنيا لدرجة قد يصعب معها قياسها، وقد استخدم العلماء مصطلح السكون لوصف توقف نمو البراعم على الأشجار أو توقف استئناف نمو الجنين وهو ما يعرف بالسكون. قد يكون توقف النمو المؤقت نتيجة الظروف البيئية الغير مواتية للنمو مثل ظروف الجفاف أو لعدم توفر الظروف الملائمة لنمو البراعم حيث أنها تحتاج إلى ظروف خاصة من الضوء والحرارة خاصة للأشجار النفضية والذي ينظم فيه السكون عن طريق التأقت الضوئي والحراري ولكن هناك فرق بين توقف النمو نتيجة عامل بيئي أو أكثر غير ملائم وبين التوقف عن النمو أو السكون الناشئ عن محددات داخلية (بالإنجليزية: Internal limitation)‏. وقد اتفق العلماء على أنه إذا كانت الظروف المؤدية إلى ايقاف النمو ظروف خارجية فيطلق على هذه الحالة الكمون، أما إذا كانت الظروف متعلقة بالعضو النباتي فيسمى ذلك فترة الراحة الداخلية (بالإنجليزية: Endogenous Rest Period)‏.
ونظرا لأن معظم النباتات لا تستطيع البقاء على قيد الحياة تحت ظروف حرارة الشتاء الباردة في حالة خضرية أو زهرية لذلك تلجأ عديد من النباتات إلى الدخول براعمها وبذروها في طور السكون مع بداية الشتاء البارد للمرور خلال الشتاء وبدون ضرر على حياة النبات. وفي المناطق الجافة تنمو النباتات خلال فترات سقوط الأمطار القصيرة نسبيا وتظل البذور ساكنة لا تنبت حتى تتهيأ لها فرصة جيدة للبقاء والحياة وذلك عند هطول الأمطار بالقدر الكافي، ذلك بأن يكون سبب السكون في تلك البذور هو وجود مواد كيميائية مانعة للإنبات على سطوح تلك البذور وعند غسلها بماء المطر الوفير يزال سبب المنع فتنبت البذور لتجد التربة مبتلة بالقدر الكافي لنمو جذور البادرات وبسرعة حتى تصل إلى مستوى الماء الأرضي فتتحمل بعد ذلك الجفاف اعتمادا على الماء الأرضي، وسكون البذور قد يلائم الإنسان ليتمكن من حصر البذور وتخزينها فترة ملائمة لحين استخدامها أو لحين زراعتها مرة أخرى.

### سكون البراعم في النباتات العشبية
يعتبر سكون براعم درنات البطاطا من الأمثلة الجيدة لسكون البراعم في النباتات العشبية حيث أن الدرنات عبارة عن ساق أرضية متحورة متشحمة لحمية تحتوي على براعم في أماكن يطلق عليها العيون، وتكون البراعم ساكنة وهي ليست بسبب السيادة القمية لأن كل برعم وإن فصل يظل ساكنا حتى تتعرض الدرنات للتخزين الرطب على درجة 20 م أو التخزين الجاف على درجة 35 م ليزال السكون. ويبدو هنا أن الحرارة المنخفضة ليس لها تأثير على السكون.
وقد درست عدة محثات على كسر سكون البراعم درنات البطاطا مثل 2 كلورو ايثانول والثيويوريا والجبرلينات، كما اقترح أن المعاملة باثيلين كلورو هيدرين تسبب كسر سكون الدرنات نتيجة إسراعها في تمثيل الأحماض النووية. وقدمت عدة اقتراحات في تفسير دور كاسرات السكون لدرنات البطاطا، ولكن على الأرجح يبدو أن عمل معظم الكاسرات مثل 2 كلورو ايثانول والجبرلينات يرجع إلى منع أو تثبيط الكابح الذي تنتجه المورثة المنظمة والذي من شأنه فتح المورثات التركيبية المسؤولة عن إنتاج الأنزيمات الخاصة بخروج البراعم من السكون وبداية نموها.

### تتابع النمو ومراحل الكمون
يتبع النمو والكمون مراحل حيث يتدرج النبات في الدخول من مرحلة إلى أخرى فلا تحدث المظاهر الفسيولوجية فجأة، وفي حالة النمو والسكون تتبع تلك المراحل:
- مرحلة النمو

فيها يزداد نمو الأشجار ويحدث استطالة وانقسام الخلايا للنموات الخضرية الحديثة وكذلك الأوراق، ثم خروج النموات الزهرية وتكوّن الثمار وأثنائها يحدث استطالة لسلاميات النموات الخضرية ونضجها وكذلك اكتمال نمو ونضج ثمارها.
- مرحلة الحث على الدخول في طور الراحة (بالإنجليزية: Rest induction)‏

هي المرحلة التي تقترب الأشجار من الدخول في السكون فيقف النمو نسبيا كما يبطء تكوين السليولوز ويسرع تكوين الجنين ويتجمع النشا والدهون في انسجة التخزين وتنمو البراعم متخذه شكل القبة، في تلك المرحلة يتأثر النبات بقصر النهار فيتكون فيها بعض المواد الغير ثابتة في الظلام في الاوراق المسنة وتنتقل إلى القمم المرستيمية فتؤدى إلى ايقاف بنائها باستعمال وميض من الضوء يقطع الظلام فيعمل بذلك عمل النهار الطويل في استمرار النمو وقد اتضح أن إدراك الحث الضوئي يتم في الاوراق فهى العضو المستقبل للحث الضوئى في تأثيرة على سكون البراعم. إلا أنه وجد في بعض النباتات أن غياب الأوراق لا يعيق تلك النباتات على ادراك التأقت الضوئى وقد استقبل التاثير الضوئى فيها الحراشيف البرعمية (بالإنجليزية: Bud scales)‏ وكان الفيتوكروم هو المستقبل الكيميائي الذي يقود إلى إنتاج الهرمونات المحثة للسكون، فقد صاحب تعريض النباتات المتساقطة الاوراق للنهار القصير بشكل متوازى الزيادة في معدلات المثبطات الهرمونية في البراعم والأوراق مثل حمض التسقيط وأن نمو البراعم لا يبدأ من جديد إلا بعد هبوط مستواها مرة أخرى أو التغلب عليها بإضافة هرمون مضاد مثل GA3.
- مرحلة السكون الحقيقي (بالإنجليزية: True Dormancy)‏

وهي مرحلة السكون الحقيقية أو الرئيسية الغير رجعية وتصبح المواد المانعة للنمو في حالة ثابتة ويكون النبات في حالة عدم نشاط والامتصاص معدوم في الجذور
- مرحلة ما بعد السكون العميق (بالإنجليزية: Post dormancy)‏

فيها يزداد تركيز منظمات النمو ويزداد معدل التنفس وتستقبل الاوراق الحرشفية التي تحيط بالبراعم تأثيرا منشطا للضوء لتبدأ البراعم في التفتح فتخرج النموات الخضرية الحديثة والنموات الزهرية مع بداية الربيع وارتفاع درجة الحرارة وطول النهار وبذا يكون النبات خرج من طور السكون.
وعلى ذلك فطور السكون يبدأ بمرحلة حث على الكمون فتحدث أولا تغيرات فسيولوجية غير مرئية على النبات تتعلق بعمليات الأيض حيث تتكون هرمونات أو تنشط هرمونات التي تساعد في إنتاج الانزيمات المحللة للسليولوز والبكتينيز اللذان يعملان على تحلل الصفيحة الوسطى بمنطقة الانفصال عند قاعدة أعناق الاوراق وتنتقل المواد الغذائية وتهاجر العناصر من الاوراق إلى الاجزاء المستديمة بالشجرة أي إلى الجذوع والأفرع والجذور، ثم تسقط الأوراق وتغلف الاوراق الحرشفية ذات الاوبار الصوفية البراعم وكأنها البستها المعاطف الواقية من برودة الشتاء القارصة والمتوقعة حينئذ تكون الأشجار قد أتمت استعدادها لمواجهة الشتاء وأصبحت قادرة على مقاومة البرد وتحمله وتظل كذلك حتى تستوفي احتياجاتها من الحرارة المنخفضة لتخرج تدريجيا من السكون.

### سلوك أجزاء الشجرة المختلفة أثناء فترة الراحة
لا تعتبر كل اجزاء الشجرة الكامنة في راحة حقيقية أثناء الشتاء فيعتقد البعض أن الكامبيوم ليس له راحة حقيقية وكذلك فليس هناك خمول للبراعم فقد لوحظ أن البراعم تكبر في الحجم وأحيانا تحتوي على خلايا تنقسم وتتغير نوعية الأنزيمات بها، فيقل تركيز الفبنولات وتزداد تركيز أنزيمات الكتاليزوالهيدروليزات كما يقل تركيز الدهون والانثوسيانين والنارثجين وحمض التسقيط وتستمر عمليتا التمثيل الضوئي التنفس أثناء الشتاء وخاصة إذا ارتفعت درجة الحرارة فوق 5 م.
تظهر هذه الحالة رئيسياً في البراعم. ويفترض Chandler أن المؤثر الذي يسبب هذه الحالة يبدأ ظهوره في الأجزاء القاعدية من الأفرع ثم ينتقل ببطء إلى أعلى القمم البارضية الموجودة على تلك الأفرع ويسبب دخولها في طور الراحة.فقد لاحظ انتقال المؤثر من الفرع الذي لم يتعرض لاحتياجات البرودة اللازمة إلى الأقلام المطعومة عليه وسبب توقف نموها بالرغم من أن الأقلام كانت قد استوفت احتياجات البرودة اللازمة لإنهاء دور الراحة في براعمها قبل تطعيمها والجدير بالذكر أن دخول البراعم في طور راحتها لا يعني سكون جميع أجزاء النبات حيث أن الجذور والثمار تستمر في نموها في أواخر الصيف عندما تكون البراعم قد دخلت راحتها. كما يجب ملاحظة أنه بينما تكون العلامات الظاهرية الدالة على حدوث النمو غير موجودة خلال دور الراحة إلا أن العمليات الحيوية الهامة الأخرى اللازمة لبقاء النبات تكون نشطة.

### أسباب سكون البذرة
لسكون البذور أسباب ثلاثة رئيسية هي:
1. سكون غلافي عائد إلى طبيعة الأغلفة المحيطة بالجنين حيث تعتبر عدم نفاذية أغلفة البذرة للماء وكذلك عدم نفاديتها للغازات، مما يؤدي غلى سكون البذرة، كما أنه يمكن أن تكون هذه الأغلفة صلبة قاسية فتمنع بالتالي تمدد استطالة الجنين. يمكن التغلب على هذه الأسباب بمايلي بنقع البذور بالماء أو بالتخريش الميكانيكي (حك) أو بالنقع في أحماض ممددة.
2. سكون كيميائي عائد إلى وجود مواد معيقة للإنبات مثل الأمونيا أو سيانيد الهدروجين أو الأحماض العضوية. وتكون مرتكزة على أغلفة البذرة الداخلية أو الخارجية. يمكن التغلب على هذه الأسباب من خلال الغسيل بالماء أو النقع بالماء أو إزالة العصرة وهي الغلاف الخارجي للبذرة.
3. سكون جنيني عائد لطبيعة الجنين حيث تكون الأجنة غير ناضجة وتستكمل نضجها عن طريق عملية التنضيد.

### كسر طور السكون
يتم كسر طور السكون بعدة طرق تختلف حسب النبات:
- النقع بالماء.
- الحرارة المنخفضة.
- تخريش القشرة.
- معالجة البذور بمواد كيميائية أو أحماض ممددة.